# Klinikkapelle Zum guten Hirten (Aschaffenburg)
Koordinaten: 49° 58′ 38″ N, 9° 11′ 15,4″ O

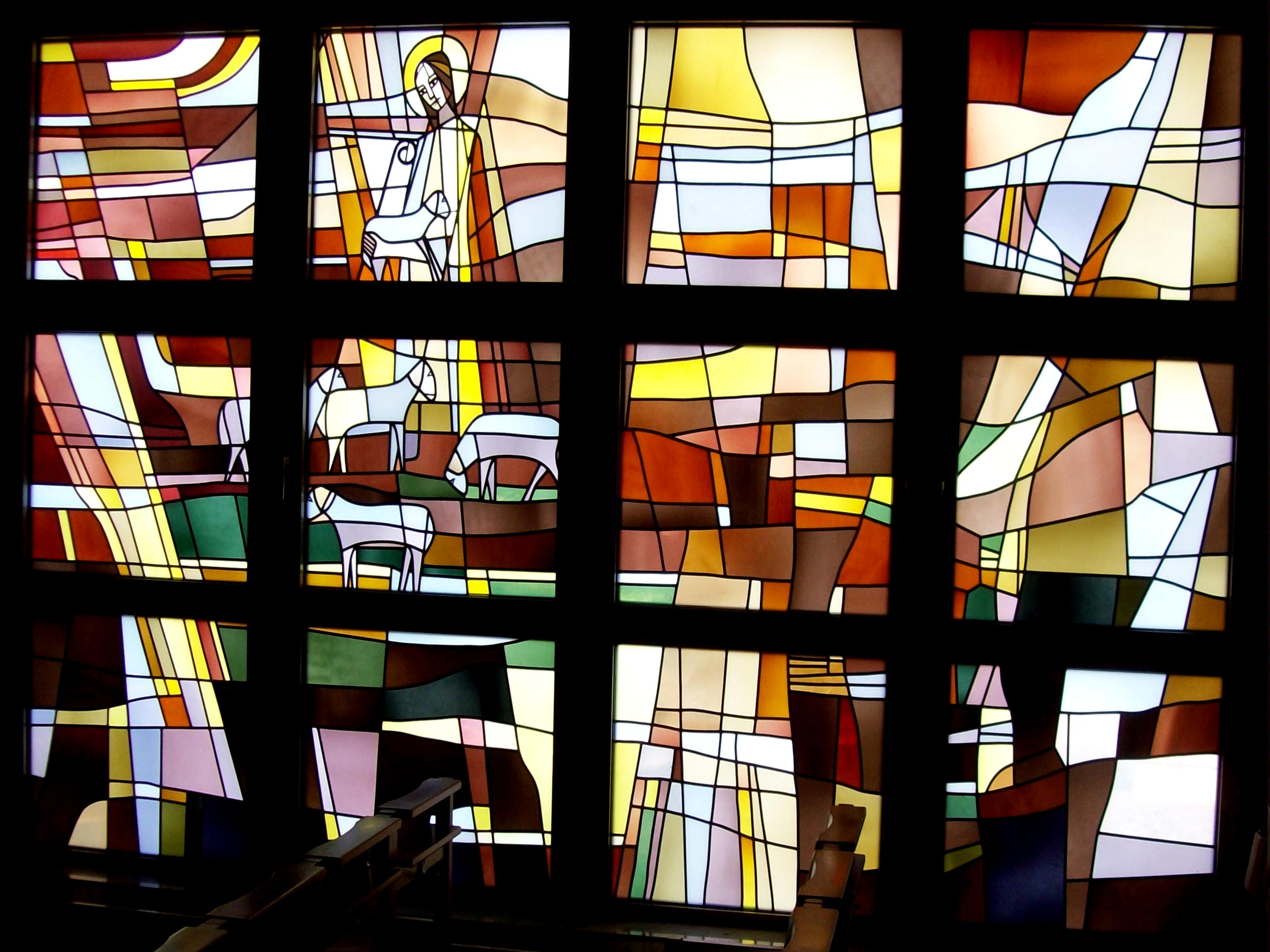
Buntglasfenster „Jesus, der gute Hirte“

Die Klinikkapelle Zum guten Hirten ist ein Sakralraum im Klinikum Aschaffenburg Am Hasenkopf.

## Geschichte
Sechs Tage nach Inbetriebnahme des Klinikums wurde am 7. Oktober 1989, noch vor ihrer Weihe, der erste Gottesdienst in der Kapelle gefeiert. Aus der zu dieser Zeit aufgegebenen Kapelle der Kinderklinik wurde am 26. Januar 1990 der Altarstein mit den Reliquien der Hll. Burkard, Felix und Hadrian (beide Märtyrer) in die neue Kapelle gebracht, welche dann am 1. Februar 1990 durch den Würzburger Weihbischof Helmut Bauer geweiht wurde.

Am 17. Juli 1990 erhielt die Kapelle ihre Orgel der Fa. Richard Rensch aus Lauffen am Neckar.
Neben der 1604 errichteten Kapelle im Katharinenspital und der 1848 erbauten Spitalkirche St. Katharina ist die Klinikkapelle Zum guten Hirten die dritte Andachtsstätte in der städtischen Krankenpflege. Alle drei stehen heute im Dienst der Ökumene. Feiern die Griechisch-orthodoxe Gemeinde Hagia Ekaterini und die Rumänisch-Orthodoxe Pfarrei Darstellung des Herrn in der Spitalkirche ihren Gottesdienst, so steht die Kapelle Zum guten Hirten der katholischen und evangelischen Krankenhausseelsorge und anderen christlichen Gemeinschaften offen.
Die Namensgebung geht auf einen Vorschlag des damaligen evangelischen Krankenhausseelsorgers Pfarrer Eckhart Oursin zurück, dem der Psalmvers Der Herr ist mein Hirte als tröstliche Verheißung im Zeichen der Krankheit zu Grunde liegt. Dies überzeugte nicht nur seinen katholischen Kollegen Pater Franz de Paula Sigmund (OFMCap), denn 2010 bildeten die Pfarreien Herz Jesu und St. Pius, auf deren Gebiet das Klinikum liegt, eine Pfarreiengemeinschaft gleichen Namens.

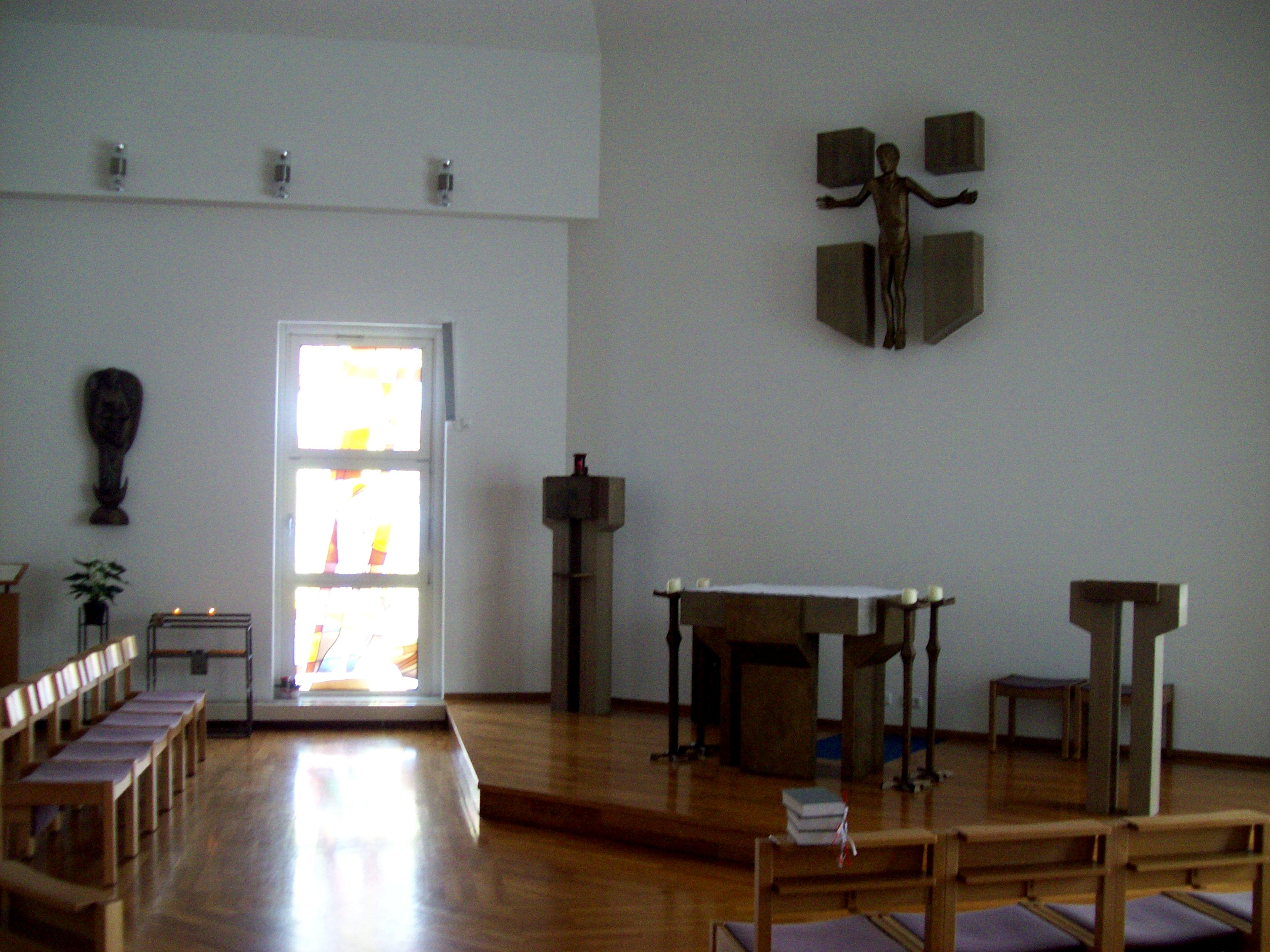
Altar, Ambo, Tabernakel, Kreuz und Marienstatue

## Ausstattung
Beeindruckend sind die beiden großen Glasfenster der seit den 1950er Jahren bestehenden Ateliergemeinschaft Helmut Albert und Willibald Blum, die beide zahlreiche Kirchen und Kapellen ausgestattet haben. Während das linke Fenster Jesus als den guten Hirten darstellt, ist das Motiv des rechten Fensters St. Martin von Tours, Patron der Stadt Aschaffenburg. Beide Fenster wurden 1989 von Helmut Albert geschaffen. Altartisch, Altarkreuz, Leuchter, Ambo und Tabernakel sind Bronzearbeiten von Willibald Blum aus demselben Jahr. Das Altarkreuz zeigt Jesus nicht als Schmerzensmann, sondern als erhöhten, bereits auferstandenen Christus. Eine Marienstatue und ein Kreuzweg, beides ebenfalls von Willibald Blum, ergänzen die Ausstattung.